# Dave Meggett
Dave Meggett (Charleston, 30 de abril de 1966) é um ex-jogador profissional de futebol americano estadunidense que foi campeão da temporada de 1990 da National Football League jogando pelo New York Giants.